# Llista del patrimoni arquitectònic de Moçambic
Aquesta és una llista del patrimoni arquitectònic de Moçambic. El patrimoni cultural està protegit i promogut d'acord amb la Llei 10/88 de 1988, relativa a les propietats tangible i intangibles relacionades amb el patrimoni cultural de Moçambic (bens materiais e imateriais do património cultural moçambicano). L'article 3 defineix vuit classes de béns culturals mobles i quatre classes de béns culturals immobles: monuments (monumentos), grups d'edificis (conjuntos os grupos de edifícios), llocs (locais ou sitios), i elements naturals (elementos naturais); els classificats com a património cultural són d'importància excepcional i són objecte d'una protecció especial de l'Estat.

## Ciutat de Maputo
Els béns culturals classificats com a património cultural a la ciutat de Maputo inclouen els següents:
| Nom oficial del bé                               | Lloc   | Data        | Descripció | Coordenades | Tipus     | Imatge    |
| ------------------------------------------------ | ------ | ----------- | --- | ----------- | --------- | --------- |
| Biblioteca Nacional                              | Maputo | 1903–1904   | Seu de la Biblioteca Nacional, fins a 1965 seu de l'administració d'Obres Públiques, després de Finances                                            |             | Monumento |           |
| Casa de Ferro                                    | Maputo | 1892        | Residència construïda a governador, però mai ha estat utilitzada per a aquest propòsit. Avui són les instal·lacions de gestió de monument nacional. |             | Monumento |           |
| Casa dos Azulejos                                | Maputo | 1879 / 1888 | Primer ajuntament de la ciutat |             | Monumento |           |
| Casa Velha                                       | Maputo | 1908–1910   | |             | Monumento |           |
| Centro Cultural do Conselho Municipal            | Maputo | 1939        | Seu de l'Instituto Negrófilo |             | Monumento |           |
| Centro Cultural Franco-Moçambicano               | Maputo | 1898, 1917  | Originàriament Hotel Club, actualment seu cel Centre Cultural Franco-Moçambiquès                                                                    |             | Monumento |           |
| Edifici de Correus de Maputo                     | Maputo | 1904–1905   | Seu de Correios de Moçambique |             | Monumento |           |
| Estação dos Caminhos de Ferro de Moçambique      | Maputo | 1908–1910   | Estació de Maputo |             | Monumento |           |
| Fortalesa Nossa Senhora da Conceição             | Maputo | 1955        | Antiga fortalesa colonial |             | Monumento |           |
| Igreja de Santo António da Polana                | Maputo | 1962        | |             | Monumento |           |
| Imprensa Nacional                                | Maputo | 1904        | Fins a 1932 seu d'una central |             | Monumento |           |
| Mercado Central                                  | Maputo | 1901–1903   | mercat central |             | Monumento |           |
| Monumento à 1ª Guerra Mundial                    | Maputo | 1935        | Monument als caiguts a la guerra |             | Monumento |           |
| Monumento aos Heróis Moçambicanos                | Maputo | 1979        | Monument als Caiguts en la Guerra d'Independència de Moçambic                                                                                       |             | Monumento |           |
| Monumento e Estátua de Eduardo Chivambo Mondlane | Maputo | 1989        | Estàtua al primer secretari general del Frelimo |             | Monumento |           |
| Monumento e estátua de Samora Moisés Machel      | Maputo | 1989        | Estàtua del primer president de Moçambic |             | Monumento |           |
| Museu de Geologia                                | Maputo | um 1900     | Fins 1943 Museu de Mineralogia "Freira d'Andrade". Avui Museu de Geologia                                                                           |             | Monumento |           |
| Museu de História Natural                        | Maputo | 1933        | Museu d'Història Natural, renovat el 1965 |             | Monumento |           |
| Casa Amarela                                     | Maputo | um 1770     | Edifici més antic de Maputo, avui museu |             | Monumento |           |
| Palácio da Ponta Vermelha                        | Maputo | 1895        | Antiga residència dels governadors, avui residència dels Presidents                                                                                 |             | Monumento |           |
| Palácio dos Casamentos                           | Maputo | 1950er      | Originalment centre cultural de la comunitat grega, avui palau de casaments                                                                         |             | Monumento |           |
| Prédio Pott                                      | Maputo | 1903–1905   | Casa de comerç, destruïda per un incendi en 2012 |             | Monumento |           |
| Bloco Habitacional O Leão Que Ri                 | Maputo | 1956/58     | |             | Monumento |           |
| Rádio Moçambique                                 | Maputo | 1948-51     | Seu de l'estació de ràdio Rádio Moçambique |             | Monumento |           |
| Residência do Governo                            | Maputo | 1873        | Seu del govern |             | Monumento |           |
| Restaurante 1908                                 | Maputo | 1908        | Seu original de l'Hospital Central, avui restaurant i club                                                                                          |             | Monumento |           |
| Igreja de Nossa Senhora da Conceição             | Maputo | 1936–1944   | Catedral |             | Monumento |           |
| Telecomunicações de Moçambique                   | Maputo | 1940er      | |             | Monumento |           |
| Tribunal Supremo                                 | Maputo | 1890        | antigament Vila Jóia, residència de Gerard Pott; ara seu de la Cort Suprema                                                                         |             | Monumento |           |
| Vila Algarve                                     | Maputo | 1934        | Antiga seu de la policia política PIDE |             | Monumento | 150x150px |

## Província deCabo Delgado
- Fortificacions de l'Ibo
- Far de Cabo Delgado

## Província de Gaza
- Monument a Ngungunhane (a Chaimite)

## Província d'Inhambane
- Pórtico das Deportações
- Far do Bazaruto
- Far de Ponta da Barra
- Forte de Nossa Senhora da Conceição

## Província deManica
- Fortí de Dona Amélia de Massangano

## Província de Nampula
- Far de Pinda

### Cidade deNampula
- Museu d'Etnografia
- Catedral Catòlica de Nampula

### Illa de Moçambic
- Capella de Nossa Senhora do Baluarte
- Fortalesa de São Sebastião
- Fortim de Santo António
- Fortim de São Lourenço
- Igreja de Santo António
- Palácio dos Capitães-Generais
- Convento de São Domingos
- Hospital
- Igreja da Cabeceira Grande
- Igreja da Misericórdia
- Igreja de Nossa Senhora da Saúde
- Jardim da Memória
- Mesquita

## Província de Sofala
- Casa dos Bicos
- Estació de ferrocarril de Beira
- Fort de São Caetano de Sofala

## Província de Tete
- Embassament de Cahora Bassa
- Fort de São Tiago Maior do Tete
- Missió de São José de Boroma
- Missió de Lifidzi - Ulónguè, Angónia

## Província deZambézia
- Fortí de Quelimane